# Mariano Soso
Mariano Andrés Soso (Rosario, 30 aprile 1981) è un allenatore di calcio argentino.

## Palmarès

### Club

#### Competizioni nazionali
- Campionato peruviano: 1

Sporting Cristal: 2016

#### Competizioni statali
- Campionato Pernambucano: 1

Sport Recife: 2024